# Технологический институт МИФИ
Технологический институт в Лесном — институт в городе Лесном, Свердловской области, третье отделение МИФИ, организованное в 1952 году с целью подготовки специалистов для предприятия «Электрохимприбор».

## История
В закрытых городах техника и оборудование атомных предприятий с самого начала требовали квалифицированных кадров. В 1950 году было принято решение организовать подготовку специалистов на местах. Для подготовки приёма студентов, организации учебного процесса, подбора преподавателей и для других оргмероприятий были созданы Учебно-организационные отделы (УОО).   
В Лесном Учебно-организационный отдел в методическом плане подчинялся Консультационному Совету, который в то время возглавлял член-корреспондент АН СССР Лев Андреевич Арцимович. Руководителем УОО и учёным секретарём Консультационного Совета был избран кандидат технических наук Борис Алексеевич Разумов. На первых порах проводился приём студентов в Московский механический институт (ММИ, ныне НИЯУ МИФИ), занятия проводились по системе вечернего образования.  
В 1952 году в Лесном на базе Учебно-организационного отдела, приказом Министра высшего и среднего образования СССР, создано вечернее отделение № 3 ММИ. 
В 1953 году приказом № 273 вуз в Лесном стал называться вечерним отделением № 3 Московского инженерно-физического института. Первым директором отделения стал Б. А. Разумов. А первый выпуск инженеров состоялся в 1956 году. 
В 1958 году Отделение № 3 МИФИ получило отдельное специализированное здание, построенное по разработанному специалистами из Ленинграда типовому проекту учебных зданий для закрытых городов. Общая площадь здания составляла 10453 м2, аудиторный фонд включал в себя 38 помещений площадью 2288 м2.
В 1997 году МИФИ-3 преобразован в Политехнический институт (филиал МИФИ).
В 2001 году вуз преобразован в Технологический институт (филиал МИФИ, с 2011 года — филиал НИЯУ МИФИ). Полное официальное наименование — Технологический институт в Лесном, филиал Федерального государственного бюджетного образовательного учреждения высшего профессионального образования «Национальный исследовательский ядерный университет „МИФИ“».

## Технологический институт в рейтингах
Технологический институт в Лесном (филиал НИЯУ МИФИ) — один из ведущих вузов Среднего Урала. В 2024 году, согласно мониторингу Министерства образования и науки России, он занял второе место в рейтинге вузов Свердловской области, уступив лишь Уральскому федеральному университету. 

## Структура
В структуре ТИ НИЯУ МИФИ 10 кафедр и политехникум, введённый в состав института на правах структурного подразделения (см. подробности):
- Кафедра технических систем контроля и управления
- Кафедра технологии машиностроения
- Кафедра экономики
- Кафедра физики
- Кафедра электроники и электротехники
- Кафедра информационных технологий и прикладной математики
- Кафедра социально-экономических дисциплин
- Кафедра общеинженерных дисциплин
- Кафедра иностранных языков
- Кафедра математики
- Североуральский политехникум

## Директора
- Разумов Борис Алексеевич (1950—1959)
- Максимов Михаил Иванович (1959—1964)
- Захаров Борис Петрович (1964—1974)
- Шурыгин Игорь Тимофеевич (1974—1983)
- Храпаль Вячеслав Михайлович (1983—2005)
- Семенин Николай Фёдорович (2005—2011)
- Рябцун Владимир Васильевич (2011—по н. в.)

## Персоналии
- Арцимович Лев Андреевич (1909—1973) — советский физик, академик АН СССР (1953), Герой Социалистического Труда (1969); научный руководитель завода № 814 по электромагнитному разделению изотопов урана, инициатор открытия в Лесном филиала МИФИ. В 2015 году перед зданием института установлен памятник Льву Арцимовичу[5][6].
- Захаров Борис Петрович (1907—1981) — заместитель директора МИФИ-3 с 1958 года, в 1964—1974 гг. — директор МИФИ-3. Заслуженный учитель школы РСФСР, почётный гражданин Лесного[7].
- Быстриков Анатолий Владимирович (1951—2009) — кандидат физико-математических наук (1978)[8], бывший заведующий кафедрой Информационных технологий и прикладной математики (ИТиПМ), Медаль ордена "За заслуги перед Отечеством" II степени[9].
- Каратун Андрей Андреевич (1946—2023) — кандидат физико-математических наук (1977), заведовал кафедрой физики, затем — кафедрой высшей математики. Являлся заместителем директора института по учебной работе. Медаль "20 лет Победы в Великой Отечественной войне 1941—1945 гг.". Медаль ордена "За заслуги перед Отечеством" II степени[10].